# Pullach im Isartal
Pullach im Isartal este o comună din districtul München, landul Bavaria, Germania.

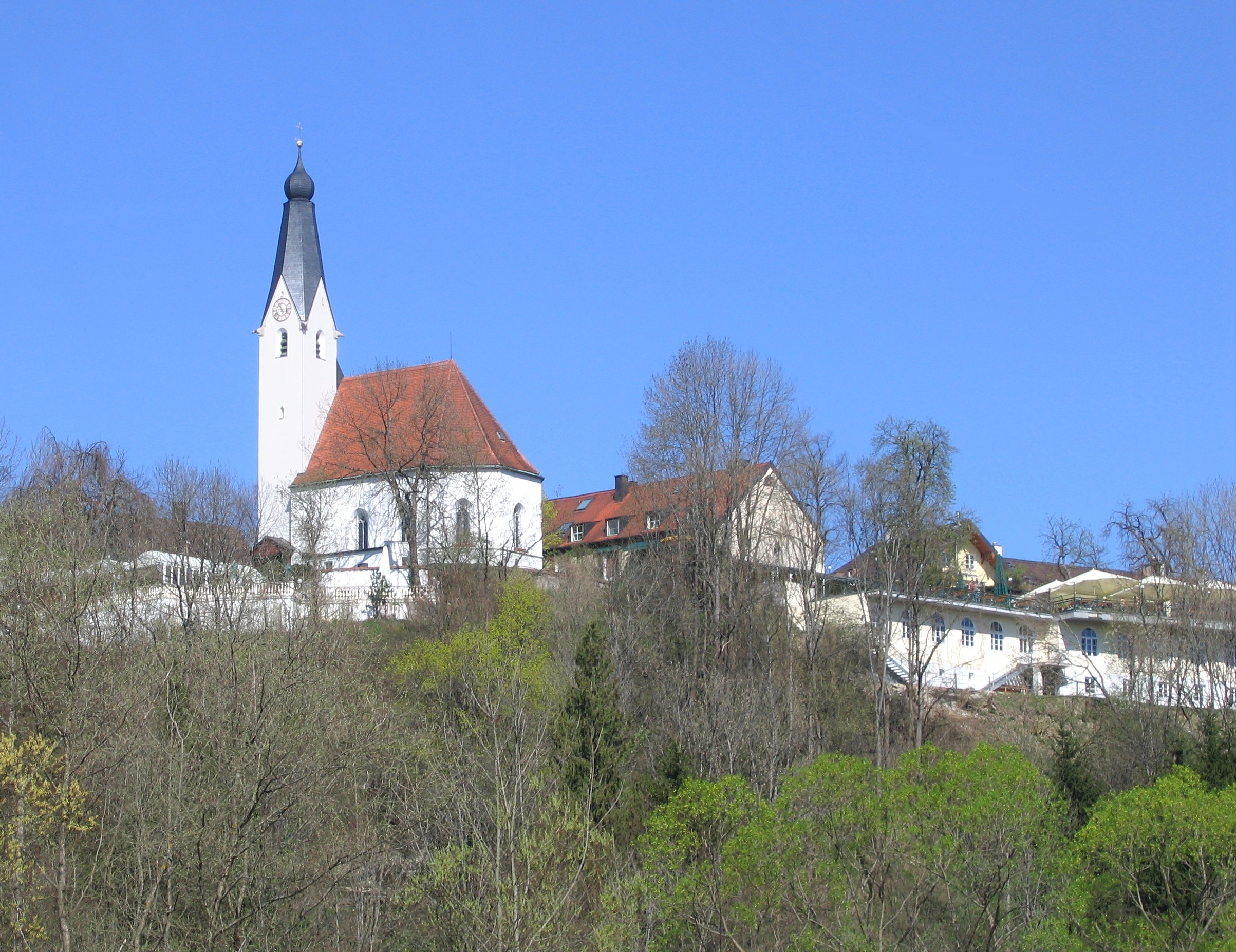
Pullach